# Adolescentes
Adolescentes je francouzský dokumentární film uvedený do kin v roce 2019, který režíroval Sébastien Lifshitz podle vlastního scénáře. Snímek měl světovou premiéru na filmovém festivalu v Locarnu dne 9. srpna 2019.

## Děj
Film po dobu pěti let sleduje životy Emmy a Anaïs, dvou teenagerek žijících v Brive od základní školy až po maturitu.
Emma pochází z kultivovaného buržoazního prostředí a Anaïs z lidovějšího prostředí. Ve stejné třídě na základní škole jsou kamarádkami. Po příchodu na střední školu se každá věnuje jinému zaměření a jejich cesty se rozdělí.

## Ocenění
- Festival 2 Cinema 2 Valenciennes: ocenění poroty (Coup de cœur du jury)
- Cena Louise Delluca
- César: nejlepší dokumentární film, nejlepší zvuk (Yolande Decarsin, Jeanne Delplancq, Fanny Martin a Olivier Goinard) a nejlepší střih (Tina Baz) a nominace v kategoriích nejlepší film, nejlepší režie (Sébastien Lifshitz) a nejlepší kamera (Antoine Parouty a Paul Guilhaume)